# خيانة وطن (مسلسل)
خيانة وطن هي دراما إماراتية عُرضت في رمضان 2016 مأخوذة من رواية ريتاج للروائي حمد الحمادي ومن إنتاج شركة أبوظبي للإعلام.

## القصّة
يتحدثُ المسلسل عن تنظيم الإخوان المسلمون وكيفَ عملَ سرًا داخل مفاصل الدولة لسنوات طويلة كما يتطرقُ لتاريخ التنظيم ويغوص عميقًا في حياة أعضائه الاجتماعية مُبينًا الأفكار التي يحملونها والمبادئ التي يقومون عليها.

## طاقم التمثيل
- حبيب غلوم
- سميرة أحمد
- هيفاء حسين
- جاسم النبهان
- فاطمة الحوسني
- مرعي الحليان
- لطيفة المجرن
- هدى حمدان
- عبد الله بهمن[2]
- سناء طاهر